# Verchoturskij rajon
Il Verchoturskij rajon (in russo Верхотурский район?) è un distretto nell'oblast' di Sverdlovsk, in Russia. Entro i confini del distretto (rajon) si trova il distretto urbano Verchoturskij (Verchoturskij gorodskoj okrug, Верхотурский городской округ), una formazione municipale (municipal'noe obrazovanie) della regione. Il centro amministrativo è la città di Verchotur'e. 
Il territorio del distretto si estende lungo il fiume Tura lungo il quale si trova la stragrande maggioranza degli insediamenti. Entro i confini del distretto scorre anche il suo maggior affluente, il Salda. Lungo il Salda e il suo affluente destro, il Pija, si trova un’altra parte degli insediamenti.